# Ostha memoria
Ostha memoria là một loài bướm đêm trong họ Noctuidae.